# أوفيديو بوبيسكو
أوفيديو بوبيسكو (بالرومانية: Ovidiu Popescu)‏ (27 فبراير 1994 بريشيتسا في رومانيا - ) هو لاعب كرة قدم روماني في مركز الوسط. شارك مع منتخب رومانيا تحت 21 سنة لكرة القدم. أما مع النوادي، فقد لعب مع نادي ستيوا بوخارست ويو تي أي أراد وبولي تيميشوارا ‏.

## وصلات خارجية
- أوفيديو بوبيسكو على موقع الاتحاد الدولي (مؤرشف)  (الإنجليزية)
- أوفيديو بوبيسكو على موقع الاتحاد الأوربي (الإنجليزية)
- أوفيديو بوبيسكو على موقع قاعدة بيانات كرة القدم.إي يو (الإنجليزية)
- أوفيديو بوبيسكو على موقع ناشيونال فوتبول تيمز (الإنجليزية)
- أوفيديو بوبيسكو على موقع Soccerbase.com (مدرب) (الإنجليزية)
- أوفيديو بوبيسكو على موقع Soccerway.com (الإنجليزية)
- أوفيديو بوبيسكو على موقع عالم كرة القدم.نت (الإنجليزية)
- أوفيديو بوبيسكو على موقع AS.com (الإسبانية)